# Jelašnica (okręg niszawski)
Jelašnica (cyr. Јелашница) – wieś w Serbii, w okręgu niszawskim, w mieście Nisz. W 2011 roku liczyła 1590 mieszkańców.